# Aymet Uzcátegui
Aymet Uzcátegui (* 1. Dezember 1995) ist eine venezolanische Tennisspielerin.

## Karriere
Uzcátegui begann mit acht Jahren das Tennisspielen und ihr bevorzugter Spielbelag ist der Hartplatz. Sie gewann in ihrer Profikarriere bislang fünf Doppelkonkurrenzen auf dem ITF Women’s Circuit. Ihre besten Weltranglistenplatzierungen erreichte sie mit den Positionen 601 im Einzel und 195 im Doppel.
Bei den Südamerikaspiele 2018 gewann sie die Goldmedaille im Mixed.
Seit 2015 spielt sie für die venezolanische Fed-Cup-Mannschaft; nach 28 Fed-Cup-Partien hat sie 15 Siege zu Buche stehen.
Ihr bislang letztes internationale Turnier spielte Uzcátegui im Juni 2019. Sie wird daher nicht mehr in der Weltrangliste geführt.

## Turniersiege

### Doppel
| Nr. | Datum              | Turnier   | Kategorie   | Belag     | Partnerin        | Finalgegnerinnen                             | Ergebnis         |
| --- | ------------------ | --------- | ----------- | --------- | ---------------- | -------------------------------------------- | ---------------- |
| 1.  | 17. April 2015     | Antalya   | ITF $10.000 | Hartplatz | Veronica Corning | Vivien Juhászová Chantal Škamlová            | 2:6, 7:5, [10:4] |
| 2.  | 1. Juli 2018       | Stuttgart | ITF $25.000 | Sand      | Irina Fetecău    | Anita Husarić Tammi Patterson                | 6:2, 3:6, [10:4] |
| 3.  | 8. September 2018  | Zagreb    | ITF $60.000 | Sand      | Andrea Gámiz     | Elena Bogdan Alexandra Cadanțu               | 6:3, 6:4         |
| 4.  | 14. September 2018 | Warna     | ITF $15.000 | Sand      | Gabriela Talabă  | İpek Öz Melis Sezer                          | 3:6, 7:5, [10:5] |
| 5.  | 22. September 2018 | Dobritsch | ITF $25.000 | Sand      | Cristina Dinu    | Jaqueline Adina Cristian Elena-Gabriela Ruse | 7:6, 6:2         |